# 無人駅

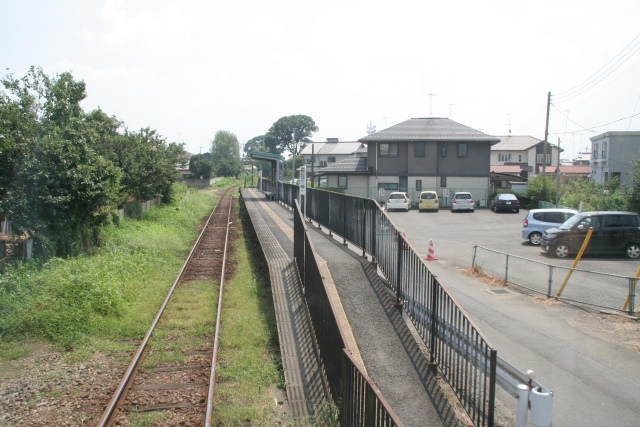
無人駅の例（下館二高前駅）。ホーム、ベンチ、上屋のみで、出改集札口や事務室がまったく見当たらない。

無人駅（むじんえき）とは、駅員が終日配置されていない鉄道駅。駅員無配置駅とも呼ばれる。とりわけ係員による出札・改札・集札が行われない駅を指す。路面電車停留場は駅員を置かないことが基本的な仕組みであることから、無人駅に含まない場合が多い。

## 概要
駅員を配置しない = 駅の無人化は鉄道事業者にとって経営効率化につながる反面、地域の衰退や身体障害者の乗降など問題も生じさせている。このため鉄道事業者は事前予約やインターホンなどによる要請に応じて乗降介助の要員を派遣しているが、それ以外に自治体職員への介助業務の委託も導入されている。鉄道事業者と自治体、地元住民、企業などが連携して、無人駅を観光など地域おこしに活用する例もある（例：下灘駅、土合駅）。乗降客数が少なく、周辺に集落などがない秘境駅であることが却って観光資源になっている駅もある（例：小幌駅）。

## 日本の無人駅
日本では2020年3月現在、9,465ある鉄道駅のうち無人駅は4,564駅と半数近くを占め、地方の人口減少などに伴い増加傾向にある。有人駅であっても時間帯により駅員が不在となる「時間帯無人駅」もある。旅客を取扱う無人駅では、特別な理由がない限り乗車・下車は通常通り行われるが、駅員がいないことから出札・改札・集札については省略されるか、有人駅とは別の方法（運転士による車内収受や商店・民家などへの券売委託など）、もしくは自動化手段（自動券売機や自動改札機、乗車整理券に基づく降車時精算など）がとられる。
係員が配置されている駅であっても、旅客と接する出改札業務を行う係員がいない場合は「無人駅」と扱う場合が多く、ウィキペディア日本語版でもこの分類に従っている。
無人駅は、かつては駅勢圏の人口や乗降客が極端に少ない過疎地のローカル線に設けられる事例が多かったが、ICカード乗車券やインターホン等の遠隔装置の普及、鉄道事業者側の経費削減に伴い、21世紀には以降過疎地以外でも幅広く見られるようになった。国土交通省の集計によると、2002年3月時点で日本にあった9,514駅のうち無人駅は4,120駅 (43.3%) であったのに対し、2020年3月時点では9,465駅のうち4,564駅 (48.2%) と増加している。名古屋都市圏では地下鉄を除き、普通列車のみの停車駅の多くが無人駅（自動化型）である。

### 無人駅の設備

#### 乗車駅証明書発行機
乗車駅証明書を発行する機械で、駅の改札口付近に設置され、駅名・発行日・時間が印刷された乗車駅証明書が発行される。運賃精算はこの証明書を見せて行う。不正乗車が容易であることから、無人駅用自動券売機の設置や列車内での乗車整理券発行によって、乗車駅証明書発行機は数を減らしてきたが、JR東日本では2019年10月に実施された消費税増税に伴う運賃改定前に無人駅用簡易自動券売機を撤去、または発行額0円で着駅の自動精算機で精算する磁気券発行機へと改変させた乗車駅証明書発行機に置き換えて、逆に数を増やした。

#### 簡易型IC乗車券改札機
ICカード乗車券が使用出来る路線の無人駅に、入場用と出場用の2種類が設置される。ICカード用改札機はあるが、磁気乗車券類に対応した改札機は設置していない駅が多い。この場合は通常、運転士もしくは車掌に渡すか、駅の切符回収箱等に入れる方法が取られる。JR東日本管内では「簡易Suica改札機」とも呼ばれる。

#### 入場印字機
自動券売機設置無人駅や、時間帯によって駅員配置がない駅に設置される。乗車券や回数券を通すと入場日時・駅が刻印される。JR西日本やJR四国の一部の駅に設置されている。

#### 無人駅用自動券売機
駅集中管理システムを導入していない線区で、乗車駅証明書発行機または簡易委託の代わりに設置される。また、営業時間が短い業務委託・簡易委託駅での導入例もある。購入可能なのはおおむね2,000円以下の近距離乗車券で、支払い方法はJR西日本のICOCAエリアにおけるICOCA入金兼用機などの一部例外を除いて、硬貨と千円札のみである。また、過去にはJR東日本盛岡支社管内の一部無人駅において、JR線内用及び連絡乗車券（八戸駅経由青い森鉄道線または盛岡駅経由いわて銀河鉄道線）発売用として2台の簡易型券売機が設置されていた。人の目による監視ができないため、盗難・破壊対策として管理駅や警備会社などへの通報装置や監視カメラなどを備えていることもある。

#### 臨時改札
通常は無人駅だが、臨時的に営業日を設けて窓口営業を実施すること。通常は無人駅なので窓口がないケースが多く、プレハブ小屋を業者からレンタルして窓口営業することもある。JRでは「無人駅特改」（旅客への案内では「特別改札」）と言い、国鉄分割民営化前後の乗客増加への対応や余剰人員対策として、管理駅から派遣という形で臨時窓口を設けた。当初は特別補充券で対応していたが、臨時窓口が恒常化してくると、管理駅の別窓口という形で乗車券を発行した。したがって、その無人駅で乗車券を購入すると、発行駅名には管理駅名が記されていた。
例として、行楽期に利用客が一時的に増える川湯温泉駅や土合駅、武田尾駅などが挙げられる。また、JR東海では「さわやかウォーキング」を開催する際、開催駅が無人駅である場合は臨時改札を設ける。管理駅や運輸区から改札や集札、乗車券類の発券を行うため、駅員や車掌が派遣される。
青い森鉄道の無人駅では、朝の通勤・通学時間帯と夕方の下り2本のみ一部の無人駅に係員を配置して集改札を行うほか、沿線でのイベント開催時には区間と時間を限定し、臨時に係員が配置される。この時間帯は、列車もすべてのドアから乗降可能となる。
また、先述の青い森鉄道以外でも、高校や大学が近くにある無人駅では、平日朝の通学時間帯のみ集札業務を行う駅員や係員が配置される駅がある。

無人駅の設備
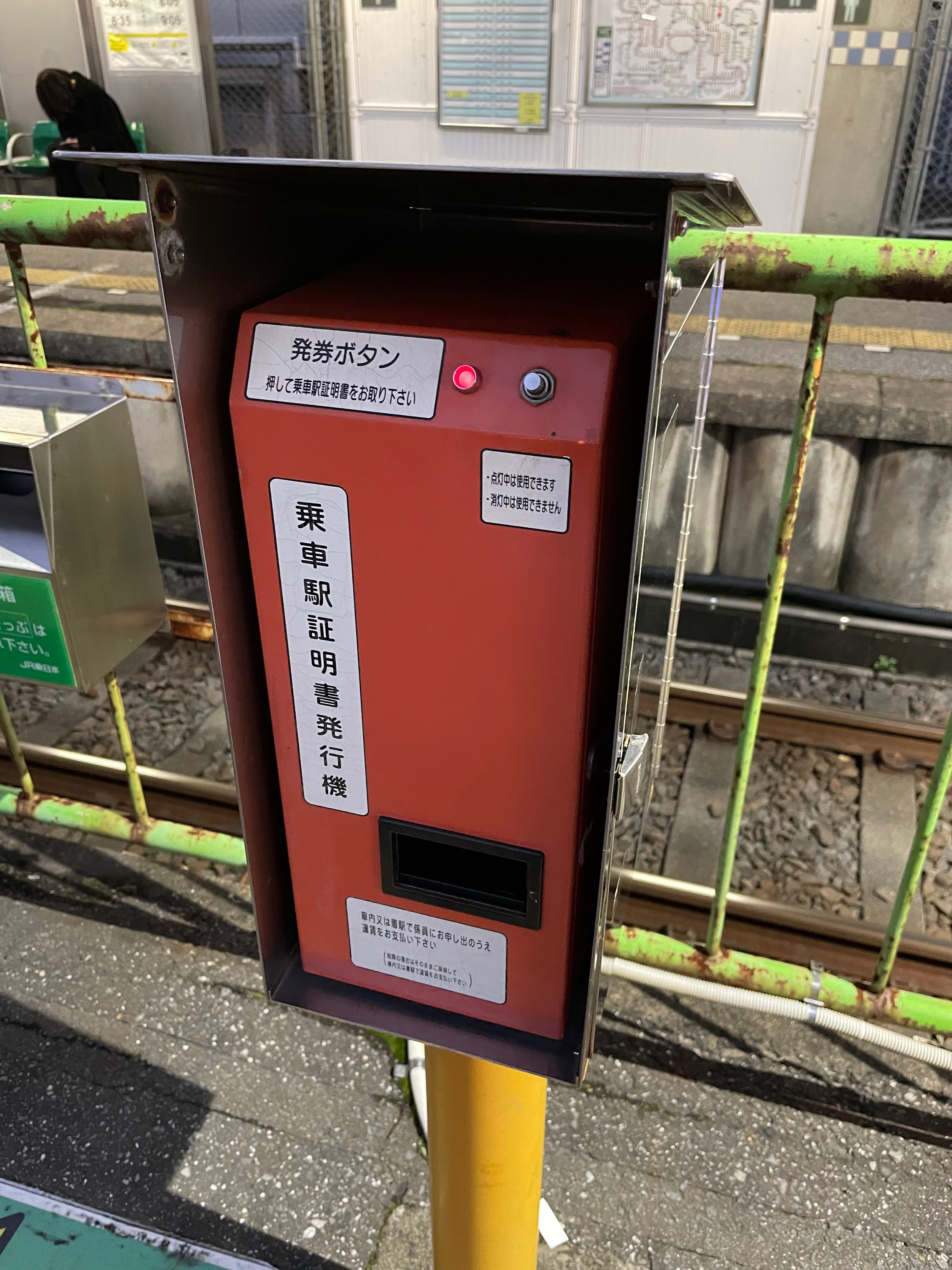
乗車駅証明証発行機（東我孫子駅）
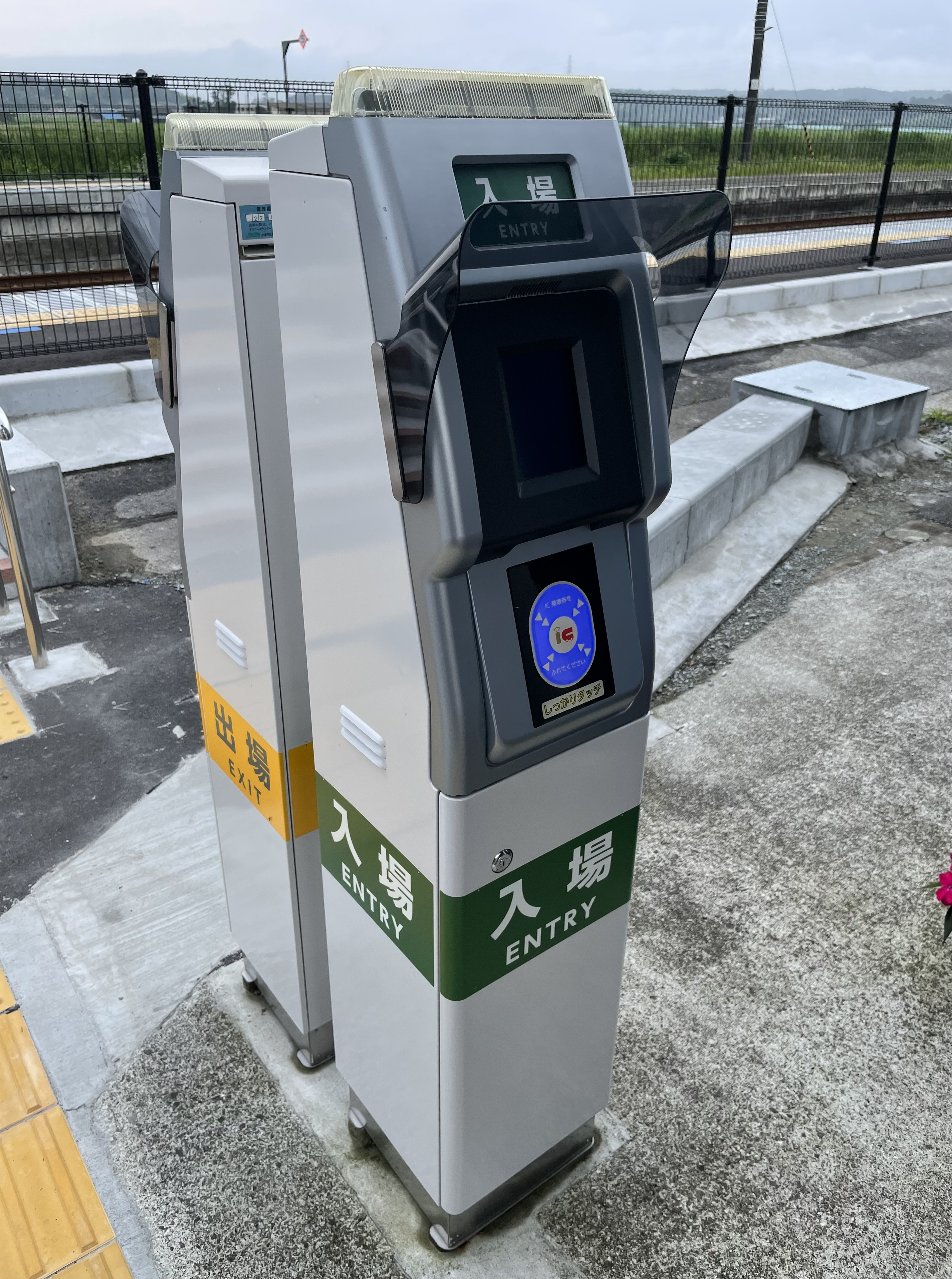
簡易Suica改札機（常磐線 磐城太田駅）
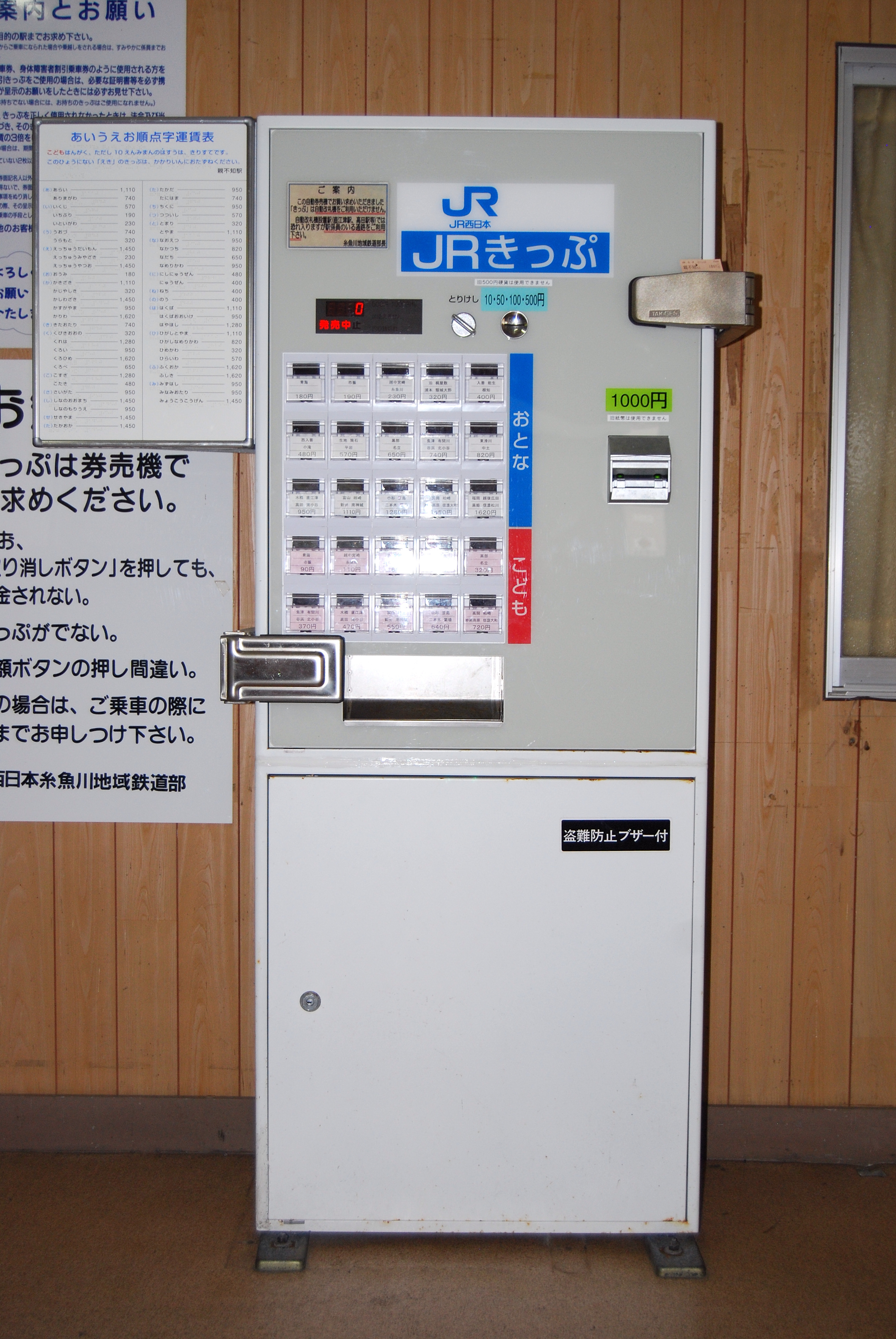
自動券売機（えちごトキめき鉄道親不知駅※画像はJR西日本時代のもの）
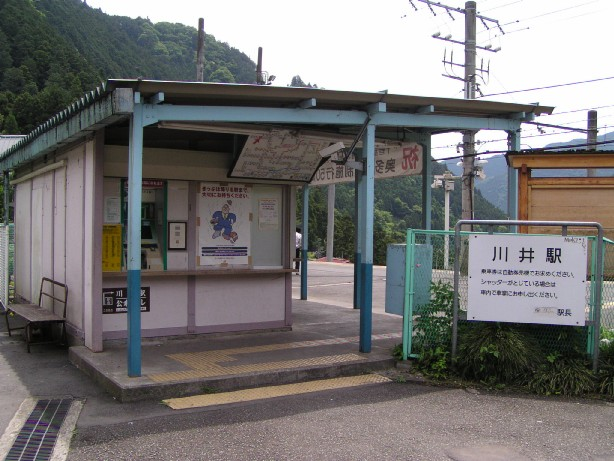
特別改札（青梅線川井駅※画像は駅舎改修前のもの）

### 無人駅での乗降方法

#### 無人駅での乗車
自動券売機が設置されている駅では、有人駅と同様に自動券売機で乗車券を購入してから乗車する。乗車駅証明書が備え付けてある駅では、証明書を取ってから乗車する。この場合の運賃の支払いは降車時に降車駅または列車内の運賃箱で行う。ワンマン列車に乗る場合は、乗車時に車内に設けられている発行機で整理券を取る必要がある場合もある。乗車券及び証明書・整理券が入手出来なかった場合は、列車に乗ったらすぐに乗務員に申告する。この場合はその時点で目的地までの運賃を支払い、車内補充券が発券されることがある。
無人駅で特急列車に乗車する場合、車内で乗車券と共に自由席特急券を購入する必要がある。

#### 無人駅での降車
無人駅の中には券売機が設置されていない駅も存在し、列車内または駅舎に設置された運賃箱に「乗車券」または「乗車駅証明書（整理券）と運賃」を入れる。降車駅からさらに乗り継いだり途中下車をする場合、定期券や一日乗車券などを使用している場合など、降車後も引き続き切符を所持する必要がある場合はその切符を乗務員に提示する。数両編成ないしワンマン列車において、車内外で運転士を含む乗務員による車内改札を実施している路線も存在する（口頭で説明後に運賃は乗務員に手渡し、発行された切符を受け取る）。
なお運賃管理の観点から、ワンマン列車が無人駅に停車した際の乗降は、乗車口は整理券発行機が設置されている1両目後側ドアのみ、降車口は運賃箱が設置されている1両目前側ドアのみと指定されていたり、2両編成以上であっても乗降可能なのは専ら1両目の車両のみで、2両目以降からは乗降できない場合がある。

#### 車椅子利用者の利用
車椅子利用者が無人駅を利用する場合、何らかの介助等が必要になることが多いため、事前の連絡を呼び掛けている事業者もある。
なお、このことが列車の利用が制限されることにつながることから、憲法が保障する移動の自由を侵害し、障害者差別を禁じた法律にも違反するものだとして、2020年にJR九州が提訴されている。2020年のバリアフリー法改正時に、無人駅での障害者対応のガイドライン整備が附帯決議されたこともあり、国交省は2021年に向けて鉄道事業者向けのガイドラインづくりを進めている。

### 管理
管理は、運営会社や地域住民、併設された設備の管理者によって行われる。
JRでは主に、その無人駅を管轄する直営駅が定期的に巡回して照明など設備の維持補修・清掃、時刻表や掲示物の管理、自動券売機の運用管理、ダイヤ混乱（運休など）時の遠隔一斉放送実施などの管理を行うのが一般的である。
ただし、業務効率化のため設備管理業務を直営駅から保線担当部署へ移管する例もある（JR九州の鉄道事業部管理エリアなど）。
えちぜん鉄道三国芦原線三国港駅、武豊線武豊駅などのように、夜間滞泊を伴う場合は乗務員宿泊施設も設置されている。

#### 複数無人駅の集中管理
有人の管理駅から、複数の無人駅を遠隔管理するシステムが導入されている。
近畿日本鉄道は、無人駅の利用者からの電話・インターホンによる問合わせに、約30人のスタッフが一括して対応する「総合案内センター」を奈良市に設置した。大阪府と三重県に置いていたコールセンターの機能を統合したものである。
また、名古屋鉄道でも駅集中管理システムの導入を進めている。駅に自動券売機（ミューチケットの購入も可）・自動改札機・自動精算機・ICカード積み増し機、構内放送装置、防犯カメラやインターホンを備え付け、管理駅の駅員への問い合わせもできる。2020年代からは駅集中管理システムの導入された駅で、特急停車駅でも無人駅化されるケースが急増した。

#### 他の施設との併設駅舎
利用客が少ない駅では、他の施設と駅舎が併設されているものや、駅舎を他の施設として利用している駅もある。以下に例を示す。簡易委託駅として扱われている駅もある。
- 図書館 - 女満別駅、生田原駅、佐久間駅など
- 公民館・社会教育施設 - 丸瀬布駅、佐久駅、岩沢駅など
- 道の駅 - 津軽二股駅、田野駅、歓遊舎ひこさん駅など
- 喫茶店 - 北浜駅、塘路駅、藻琴駅、止別駅など
- 理髪店 - 加斗駅
- 美容院 - 勾金駅（以前はラーメン店が入っていたが、現在は美容院が入居）
- 郵便局 - 渡島当別駅、子吉駅など
- 立ち食いそば店 - 田上駅
- 会館・集会所 - 上穂波駅、西金駅
- 民宿 - 比羅夫駅
- その他事業者への貸し出し - 信濃追分駅
- 住民団体への無料貸し出し - 菊間駅

このような駅は、従業員や施設管理者が常駐する施設になっているとはいえ、駅業務を担当する駐在職員がおらず、乗車券も販売していないため、無人駅に該当する。ただし、併設されている施設または近隣の商店などで乗車券を販売している場合は簡易委託駅に類する。
また2007年、当時の郵便局会社（現・日本郵便）は、過疎地での簡易郵便局の閉鎖を減らすため、JR東日本の無人駅に簡易郵便局を併設する計画を表明した。

## 日本国外の無人駅

### ヨーロッパ

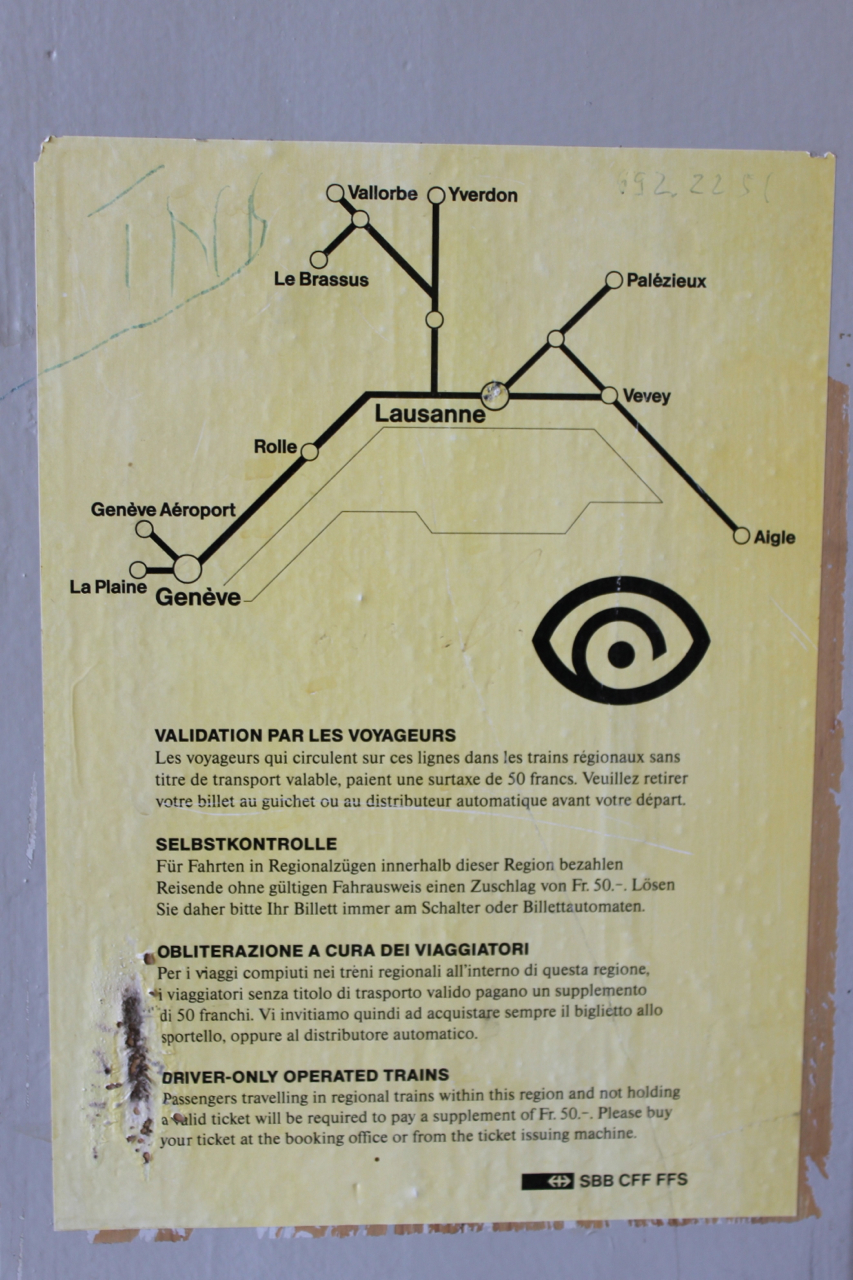
駅に掲示された路線図と「目玉マーク」（スイス連邦鉄道）

ヨーロッパの場合、切符の確認は列車内の車掌による検札（車内検札）が一般的であり、有人駅でも無人駅でも駅構内に改札や改札機を設ける例は多くはない。例えばオーストリアの首都ウィーンのウィーン地下鉄の市内の駅は殆どが無人駅で改札口も基本的に設けられていない。各駅には刻印機が設置されており乗客は乗車前に刻印機で切符に利用開始時刻を刻印しなければならない。鉄道の車内では、検札が巡回により実施されており、刻印がない乗車券や乗車券を購入せずに乗車している者は不正乗車とみなされ高額の追徴金が課される。
ヨーロッパの鉄道では切符の行先を乗り越すと、高額な罰金が科される場合があるなど、日本の鉄道のように乗越精算が認められていないことが多く、有人駅にも無人駅にも乗越精算機は設置されていない。
イギリスの事例については「停車場 (イギリス)」、ドイツの事例については「ハルテプンクト」も参照のこと。

### 中華圏
台湾の無人駅
台湾で駅員が派遣されない無人駅は、正式な駅等級として規定されている台湾鉄路管理局（台鉄）のほか（台湾鉄路管理局#駅区分も参照）、林務局の森林鉄道、台糖路線などで、一般的に「招呼站（拼音: Zhāo hu zhàn）」と称されている。
台湾鉄路管理局においては、2016年に無人駅を含む管内全駅でICカードリーダー設置が完了し、ICの利用率も約60%と高いことから、招呼站ではない乗降客の少ない有人駅でも人手不足を理由に夜間の駅員駐在を取りやめる例もある。
信用乗車制が採用されている淡海軽軌や高雄ライトレールにおいては大部分が無人駅で、乗客は列車内または駅構内のICカードリーダーで決済するか、券売機で片道乗車券を購入することになる。
なお、「招呼站」は中国語圏においてはリクエスト・ストップの訳として、台湾の鉄道に限らず、タクシースタンド（中国（北京官話）での『出租车招呼站』、台湾（台湾華語）での『計程車招呼站』）、路線バスにおける標識や待合スペースしか無い簡素な中間停留所（中国における『客运招呼站』及び『公交车招呼站』、台湾における『公共汽車招呼站』およびその略称である『公車招呼站』）など幅広く使われている。（wikt:招呼站）

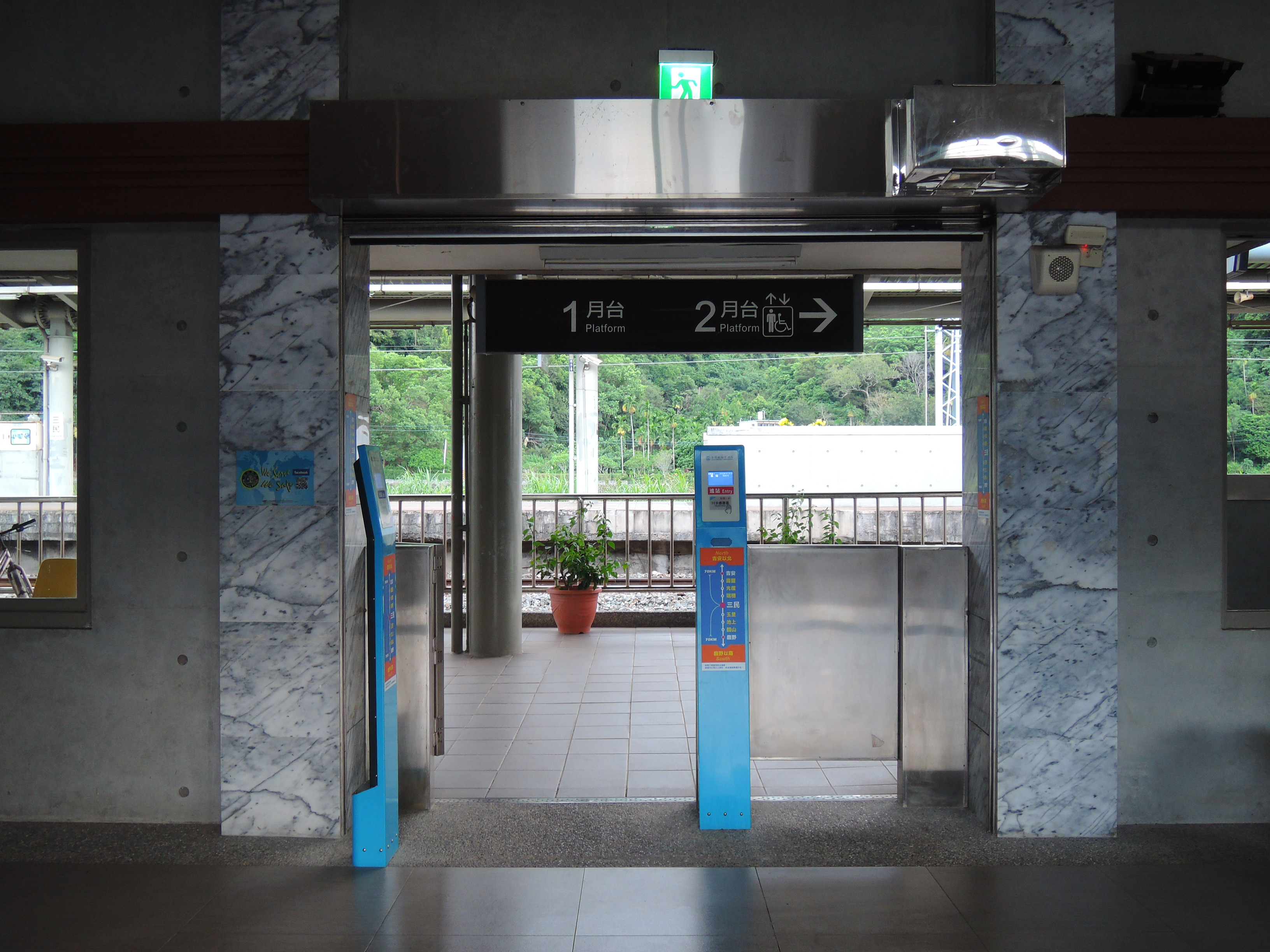
改札口のICカードリーダー（台鉄 三民駅）
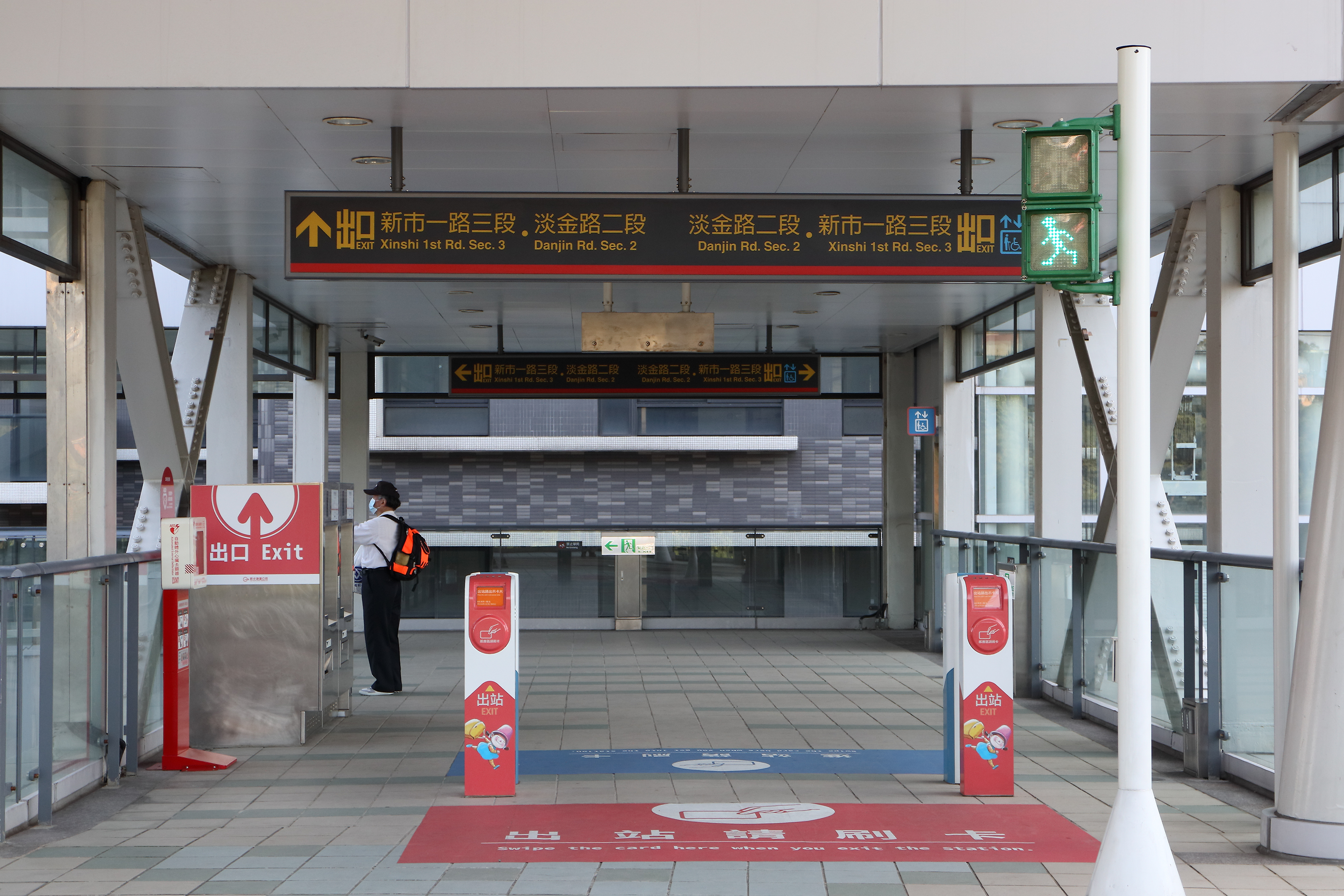
淡海軽軌の無人改札（新市一路駅）
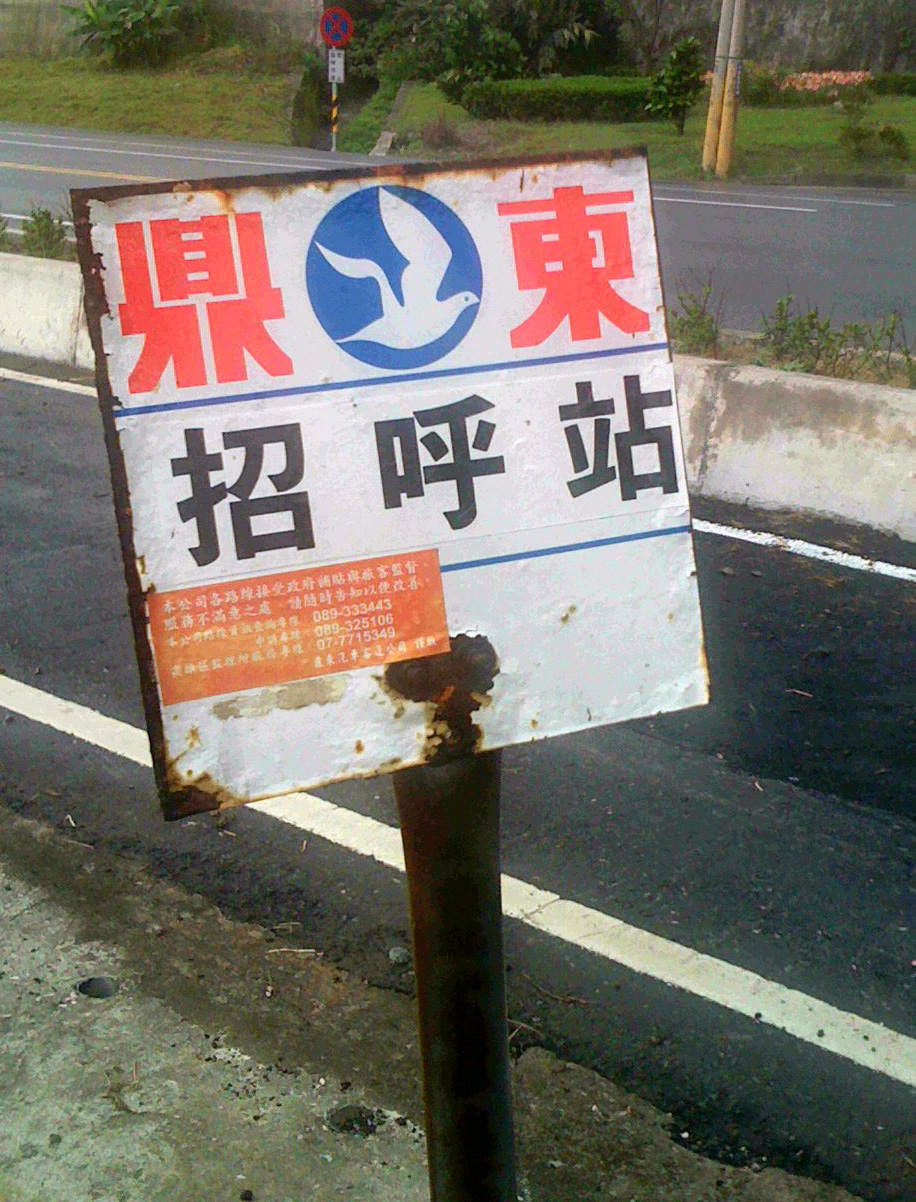
招呼站は鉄道以外でも用いられる（台東県の鼎東客運バス停）
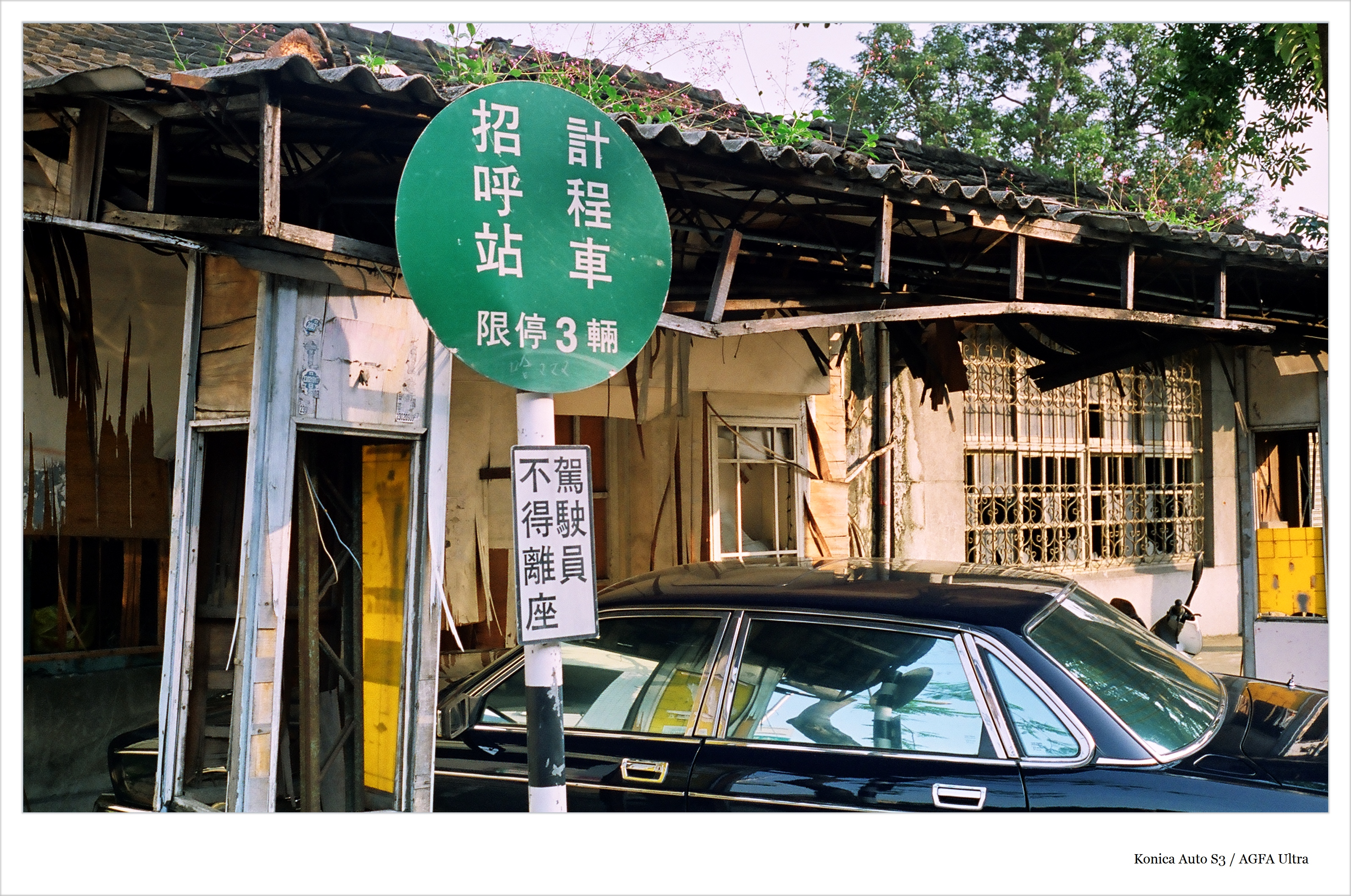
招呼站はタクシースタンドを意味することもある（台中市）

中国の無人駅
中国国家鉄路集団の案内及び予約のウェブサイト「中国鉄路客戸服務中心」（俗称：12306網站）において、乗車券販売を行っていない無人駅は『乘降所（拼音: Chéng jiàng suǒ）』あるいは『无人售票的车站（拼音: Wú rén shòupiào de chēzhàn）』と称し、無人駅で乗車する乗客は乗車券を列車内で購入する。

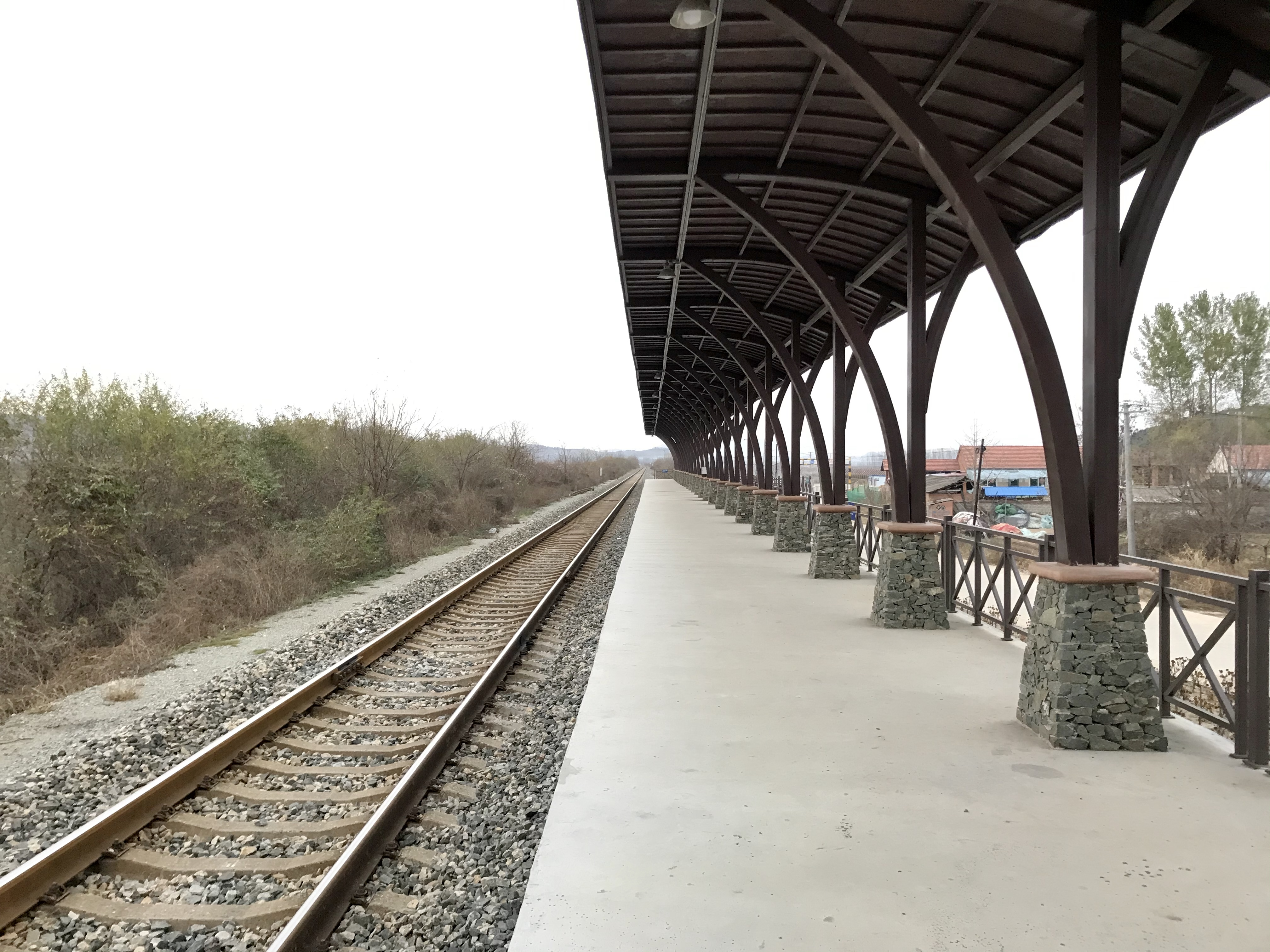
鳳上線靉河駅（遼寧省）
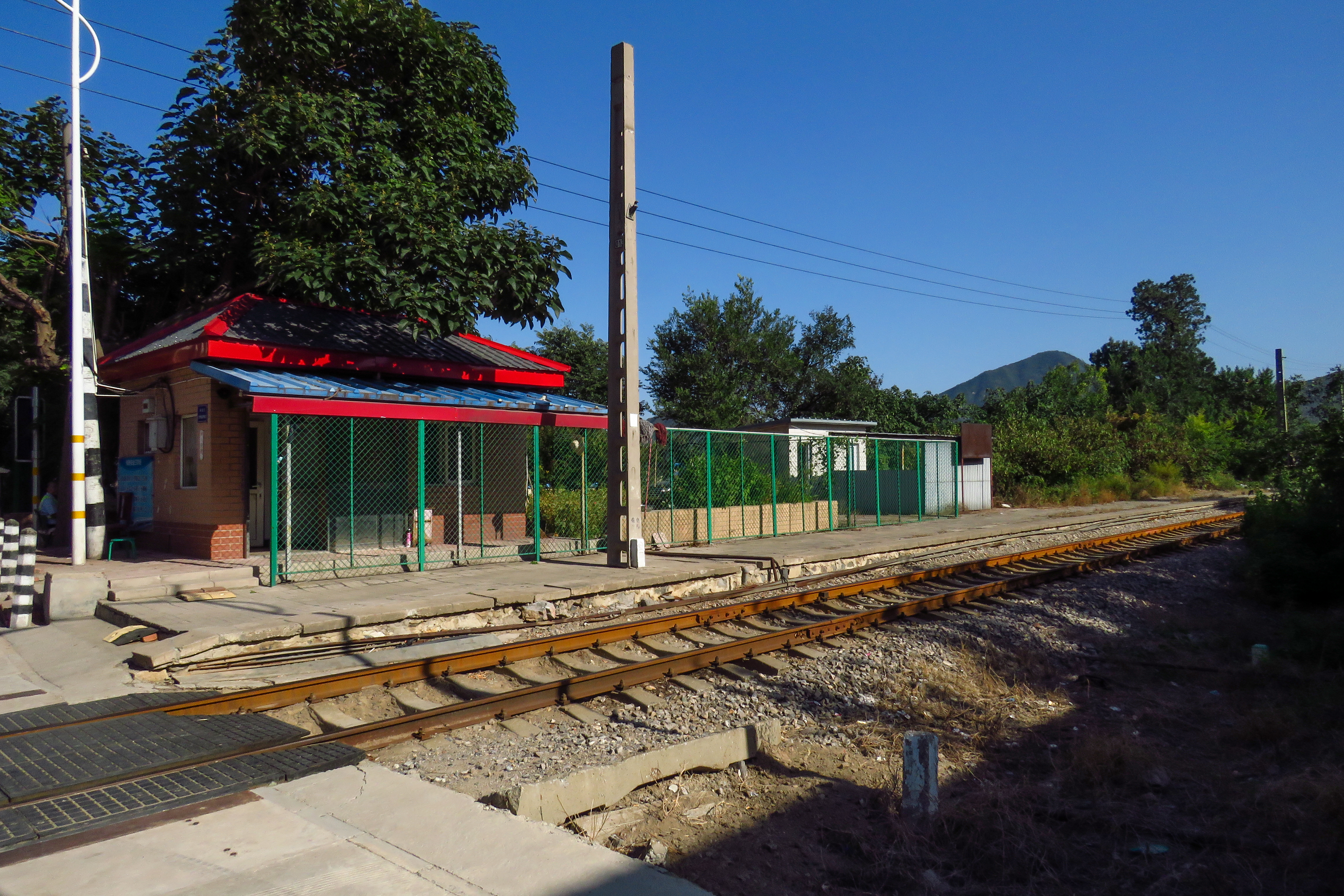
北京北西環状線大覚寺駅（北京市）
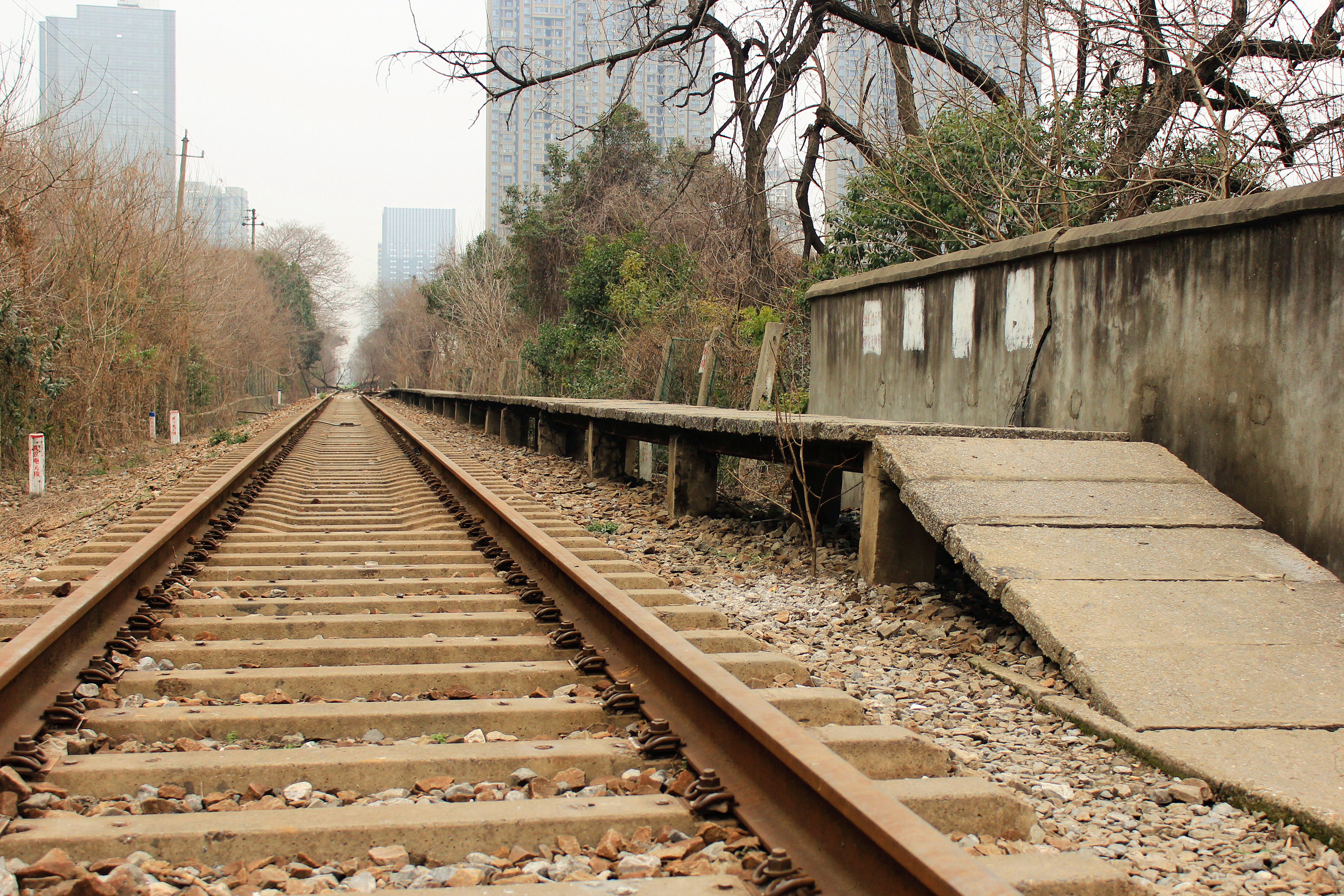
武昌北環線小東門駅（廃止。武漢市）